# Межевой (Саткински район)
Межевой (на руски: Межевой) е селище от градски тип в Русия, разположено в Саткински район, Челябинска област. Населението му към 1 януари 2018 година е 5121 души.